# Як бажає чоловік
«Як бажає чоловік» (англ. As Man Desires) — американська пригодницька мелодрама режисера Ірвінга Каммінгса 1925 року.

## Сюжет
Історія чоловіка, який був пограбований його великою любов'ю в Південному Вайлдфлауері.

## У ролях
- Мілтон Сіллс — майор Джон Крейг
- Віола Дена — Пандора Ла Кроїкс
- Рут Кліффорд — Глорія Гордон
- Розмарі Тебі — Евелін Бодін
- Ірвінг Каммінгс — майор Сінгх
- Пол Ніколсон — полковник Керрінгфорд
- Том Кеннеді — Горіла Багслі
- Гектор Сарно — Тоні
- Луїс Пейн — майор Грідлі
- Анна Мей Волтголл — герцогиня
- Френк Лі — Ваткінс